# 湘赣战役
湘赣战役，是第二次国共内战后期，中共中国人民解放军一部南下作战期间与国军白崇禧部发生的一场战役。
1949年7月8日，中国人民解放军第二野战军一部及中国人民解放军第四野战军一部发起战役，8月4日，长沙绥靖公署主任、湖南省主席程潜，1兵团司令、国军名将陈明仁等率部叛變投靠解放军。7日，白崇禧大部南撤，17日，解放军停止追击。结果四野、二野缴获各种炮400余门，轻重机枪2,500余支，长短枪3.2万余支、掷弹筒700余具，枪榴筒400余具、喷火器10余具、汽车61辆、电台39部，击落飞机两架）。